# Ivanna Sakhno
Ivanna Anatoliyivna Sakhno (em ucraniano:  Іванна Анатоліївна Сахно, Kiev, 14 de novembro de 1997) é uma atriz ucraniana. Ela é conhecida por seus papéis como Shin Hati em Ahsoka e Mia em Let It Snow.

## Biografia
Ivanna Sakhno nasceu em Kiev, em 14 de novembro de 1997. Aos 13 anos, Sakhno deixou a Ucrânia para estudar inglês em Vancouver. Foi lá que ela foi descoberta por Janet Hirshenson e Jane Jenkins em um workshop de elenco. Sakhno mudou-se para os Estados Unidos em 2013, estabelecendo-se em Hollywood para seguir a carreira de ator. Enquanto estava lá, ela estudou na Beverly Hills High School e mais tarde no Lee Strasberg Theatre and Film Institute, trabalhando com Ivana Chubbuck.

## Filmografia

### Cinema
| Ano  | Título                                           | Personagem      | Nota                 |
| ---- | ------------------------------------------------ | --------------- | -------------------- |
| 2006 | Zhenskie slyozy                                  |                 | Filme para televisão |
| 2008 | Uchitel muzyki                                   | Sasha           | Filme para televisão |
| 2008 | Muzhchina dlya zhizni, ili Na brak ne pretenduyu | Jen'ka          | Filme para televisão |
| 2009 | Kontrakt                                         |                 | Filme para televisão |
| 2013 | Ivan the Powerful                                | Mills           |                      |
| 2016 | The Body Tree                                    | Helen           |                      |
| 2017 | Can't Take It Back                               | Morgan Rose     |                      |
| 2018 | Pacific Rim: Uprising                            | Cadet Viktoriya |                      |
| 2018 | The Spy Who Dumped Me                            | Nadejda         |                      |
| 2020 | Let It Snow                                      | Mia             |                      |

### Televisão
| Ano  | Título                         | Personagem             | Nota             |
| ---- | ------------------------------ | ---------------------- | ---------------- |
| 2005 | Lesya + Roma                   |                        |                  |
| 2009 | Veskoe osnovanie dlya ubiystva | 12 Year Old Sasha      | Miniseries       |
| 2011 | Babye leto                     | Masha                  |                  |
| 2013 | Frodya                         |                        | Minissérie       |
| 2016 | Chornyi Tsvetok                | Young Lera             | Minissérie       |
| 2020 | High Fidelity                  | Kat Monroe             | 2 episódios      |
| 2022 | La jeune fille et la nuit      | Vinca Rockwell/Pauline | Minissérie       |
| 2023 | Ahsoka                         | Shin Hati              | Elenco principal |